# War and the Woman
War and the Woman è un film muto del 1917 diretto e interpretato da Ernest C. Warde.

## Trama
Avendo scoperto che il patrigno è una spia, Ruth lo lascia e se ne va. Mentre si trova in una strada di campagna, assiste alla caduta di un aereo. Dopo aver soccorso il pilota, John Barker, si trova coinvolta in una storia d'amore con lui. I due innamorati decidono di sposarsi. Ma, ben presto, scoppia la guerra e John viene richiamato al fronte. Deve così lasciare Ruth con la sola compagnia dei domestici.
Durante la sua assenza, l'esercito nemico invade quei territori, giungendo fino alla proprietà dei Barker. Ruth viene catturata e tenuta prigioniera in una stanza mentre la loro casa diventa la sede del comando militare nemico.
John ottiene una licenza: attraversate le linee, riesce a ritornare a casa. Giusto in tempo per trovarvi Ruth che, infuriata, sta posizionando della dinamite in cantina per far saltare l'edificio con tutti i suoi occupanti. La casa salta per aria e i due fuggono insieme a bordo dell'aereo di John.

## Produzione
Il film fu prodotto dalla Thanhouser Film Corporation.

## Distribuzione
Distribuito dalla Pathé Exchange (Pathé Gold Rooster Play), uscì nelle sale cinematografiche USA il 9 settembre 1917.